# سون کولیاندر
سون کولیاندر (انگلیسی: Sven Colliander; ۲۳ مهٔ ۱۸۹۰ – ۱۶ سپتامبر ۱۹۶۱) فرد نظامی اهل سوئد بود.